# Andrew Siemion
Andrew Patrick Vincent Siemion (* 9. August 1980) ist ein US-amerikanischer Astrophysiker und Direktor des Berkeley SETI Research Center (BSRC). Seine Forschungsinteressen umfassen hochenergetische zeitvariable Himmelsphänomene, astronomische Instrumentierung und die Suche nach außerirdischer Intelligenz (SETI). Andrew Siemion ist der Projektleiter für das Breakthrough Listen Programm.

## Leben
Siemion erhielt seinen B.A. (2008), den M.A. (2010) und den Ph.D. (2012) in Astrophysik an der University of California, Berkeley. Im Jahr 2018 wurde Siemion zum Bernard M. Oliver Vorsitzenden für SETI am SETI Institute ernannt. Siemion ist gemeinsam mit der Radboud-Universität Nijmegen und der Universität Malta verbunden. Ebenfalls im Jahr 2018 wurde er in die International Academy of Astronautics als korrespondierendes Mitglied für Grundlagenwissenschaften gewählt. Im September 2015 sagte Siemion vor dem House Committee on Science, Space, and Technology des US-Kongresses über den aktuellen Stand der Astrobiologie aus.

## Medienauftritte
Siemion tritt regelmäßig im Fernsehen, Radio und anderen Medien auf und diskutiert über die Suche nach außerirdischer Intelligenz, Astrobiologie und Astrophysik. Er ist bei Morgan Freeman: Mysterien des Weltalls aufgetreten.

## Publikation
- Searches for Exotic Radio Sources and Intelligent Life on Other Worlds, Hochschulschrift: Ph.D. in Astrophysics University of California, Berkeley 2012, Verlag: Berkeley, CA. OCLC 957714278

## Familie
Andrew Siemion ist mit Mai-Chi Hoang verheiratet.